# Вишеградска тврђава
Вишеградска тврђава подигнута је на брду изнад данашњег Вишеграда, на ушћу реке Рзав у Дрину у Републици Српској. Назив тврђаве је настао у средњем веку, када је на узвишењу код прелаза преко Дрине изграђена тврђава.
Првобитна функција Вишеградске тврђаве је била осигурање скеле преко Дрине и одбрана границе. Просторно мало упориште, издужене основе са две кружне куле на крајевима, које су међусобно повезане бедемом у почетку је имала искључиво одбрамену функцију и није служила као средњовековни двор.
Између кула на бедему био је покривени пролаз. Прилаз граду чувао је и зид који је ишао све до реке Дрине. Испод кула се налазило насеље које се звало Подвишеград, вероватно на месту данашњег насеља Мегдан. Делови рушевина тврђаве се и данас налазе на брду изнад Дрине и то на два места по чему су добили назив Горњи и Доњи град. Једини сачувани приказ целокупне тврђаве налази се на отиску из 1530. који краси путопис Бенедикта Курипешића.
На јужној падини брда на коме се налазила тврђава и данас стоје остаци куле или Доњег града. Народ је ову кулу прозвао кула Краљевића Марка по легенди о његовом преласку преко Дрине. Ова истурена кула је имала улогу осматрачнице јужне падине и пута који је ишао поред реке.
Стратешка позиција Вишеградске тврђаве, током средњег века, учиниле су је веома битном за контролу прелаза преко реке и раскршћа путева. На подручју Вишеграда спајала су се два пута један из тадашње Врхбосне, преко Гласинца и Рогатице у Вишеград па преко Добруна у долину реке Лим а други фрекфентнији и познатији пут "via Drine" који је спајао Дубровник са рудником у Сребреници и даље ка Зворнику.

## Историја тврђаве

### Период српске царевине - XIV век-1373
Верује се да је Вишеградска тврђава настала током XIV века као утврђење на западној граници српске царевине, ову тврдњу није могуће поуздано потврдити због недостатка материјаних доказа. Изградња кула кружне основе, каква је Маркова кула, припада периоду развијене готике што се поклапа са претпоставкама да је тврђава настала у другој половини XIV века.
Добрун и његово подграђе су тада били центар жупе, са жупским двором, а подручје данашњег Вишеграда на око 12 километара удаљености истурена постаја на западу којом је контролисан прелаз преко Дрине. Поред скеле код данашњег Вишеграда, северније je постојао прелаз код Хртара и Старог Брода, а јужно на ушћу Лима у Дрину прелаз Бродар. Прелази преко Дрине су се најчешће обављали скелом и представљали су значајне трговачке руте Дубровачких трговаца који су ишли на север. Читав овај крај па и Вишеград је у време српске царевине гравитирао ка граду Добруну.
Према каснијим сачуваним турским пописима познато је да је да су на подручју Вишеграда током средњег века поред насеља на данашњем Мегдану (касније названо Подвишеград) постојала и насеља Душће, Кнежина (Бан Поље), Славић (Косово Поље) и виногради Бабин Поток и Вељи Луг.  Скела је била постављена око самог ушћа Рзава, где је Дрина најспорија. У близини Повишеграда постојао је манастир Пречисте Богородице који се спомиње тек у турским пописима. Верује се да је манастир настао пре подизања вишеградске тврђаве, а да је запустео после разарања у Бечком рату. Током ископавања Земаљског музеја 1966. године у селу Гребен на локалитету Црквице откривени су темељи средњовековне цркве са правоуглом апсидом и заједно са надгробним споменицима, врло је могуће да је ово локација средњовековног манастира Пречисте који се спомиње у турским пописима. 
У време цара Душана подручјем Вишеграда је управљао жупан Прибил који је саградио манастир Добрун 1343. године а после Прибила управу су добили његови синови. На северном зиду припрате манастира се и данас налазе сачувани портрети цара Душана, царице Јелене и сина им Уроша.  
Према Мавру Орбину цар Душан је са царицом, сином и великом војском (50 000 коњаника и 30 000 пешака), дошао на границу Босне, код реке Дрине. Једини могући пут кретања цареве војске је био долином Лима, преко Добруна до Дрине. Уколико су подаци Мавра Орбина тачни цар Душан, царица Јелена и краљевић Урош су током октобра 1350. године боравили у Добруну а потом на прелазу преко Дрине код данашњег Вишеграда. Царска војска је наставила пут Рогатице, Гласинца, Врхбоснe да би извела неуспешну опсаду Бобовца а онда кренула на југ, према Дувну и приморју.
Након смрти цара Душана 1355. године царство је наследио краљевић Урош Немањић за чије владавине почиње распад Српског царства. Пошто је 1371. године цар Урош умро власт над територијама царства у потпуности преузимају њени обласни владари а вишеградским крајем влада српска средњовековна породица Војиновића.

### Период босанске средњовековне државе и Земље Павловића - 1373-1448
Вишеградски крај прелази у руке бана Твртка I Котроманића и средњовековне босанске државе 1373. године, након пропасти Николе Алтомановића. Зна се да је Прибилов син, жупан Петар, доградио манастир Добрун 1383. године. Након смрти Твртка I, 1391. године почиње нагли успон Павла Раденовића када жупан Петар под притиском предаје тврђаву Добрун и околину властели Павловић и монаши се. 
Након преласка у руке босанских владара подручје Вишеграда полако преузима престоно место овог краја од града Добруна, нарочито због постојања скеле али и близине поседа Косача, турског Скопског крајишта и српске Деспотовине. У овом периоду Вишеградска тврђава добија свој коначни облик током владавине војводе Радослава Павловића. Подаци о Вишеграду у време Павловића говоре да су представници власти у граду били заповедник дворца и локални кнез који је управљао и вршио судске послове, чиме тврђава добија на важности. На основу овог може се закључити да Вишеград није само мало погранично утврђење већ и значајно средиште и трг. 
 
У историографији Вишеградска тврђава се први пут спомиње 1427. године у поседу племићке породице Павловића (отуда и старо име града Павловина). Назив тврђаве и назив насеља испод ње се понекад мешају, тако се априла 1429. године помиње да је Радиша Стојаковић из Вишеграда, а крајем августа исте године да је из Подвишеграда. У њему је било домаћих трговаца који су пословали са Дубровником.
Зна се да је јуна 1433. године један караван са робом из Дубровника дошао до места Вишеград у посједу војводе Радослава Павловића (лат. de Ragusio usque ad locum Visegrad voiuode Radossaui Paulouich).

### Период српске деспотовине и Ђурађа Бранковића - 1448-1459
Први војни сукоб у којем је Вишеградска тврђава кориштена је био рат између босанског краља Стефана Томаша и деспота Ђурађа Бранковића због контроле над Сребреницом. У битци септембра 1448. године деспотова војска под командом војсковође Томе Кантакузина и деспотовог савезника Стефана Вукчића Косаче заузимају Сребреницу и Вишеград са околином, па ово подручје опет долази под власт српске државе.
Период власти српског деспота обележио је спор око подизања пореза Дубровачким трговцима у Вишеграду који је решен у корист Дубровчана већ 1449. године.  У историографији о Вишеградској тврђави у српској деспотовини нема много података али је то време у народу остало упечатљиво с обзиром да су многе легенде о градинама у околини Вишеграда остале приписане супрузи Ђурађа Бранковића Јерини Бранковић.

### Период Османске царевине и вилајета Павли - 1459-1878
Други војни сукоб у коме се тврђава нашла су почетак освајања Османске војске средњовековне Боснe. Турци у време Мехмеда II Освајача, прво освајају тврђаву Добрун, према легенди, након издаје манастирског кмета Јована Калауза. Град су опљачкали и разорили, а варош испод тврђаве спалили заједно са манастиром. Након овога Добрун губи сваки стратешки и привредни значај а центар овог подручја се са турским освајањем дефинитивно сели у Вишеград.
Вишеградску тврђаву Турци освајају након града Добруна вероватно у периоду од 1458 до 1459 током коначног пада српске деспотовине, зна се да је 1462. године у Вишеграду већ столовао турски кадија (судија). Османлије су земљу Павловића називали вилајет Павли а његово седиште преместили у Вишеград који се помиње у акту из 1463. године од турског бирократе Турсун-бегa. У почетку господар вилајета је био Иса–бега Исаковића који је касније постао босански санџак-бег. У попису османских тврђава из 1469. године у вилајету Павли наведена су три места Борач, Добрун и Вишеград,  вишеградска тврђава је тада имала посаду као и имама (вођа области). 
Прва грађевина које Турци граде у околини вишеградске тврђаве била је Царева џамија (позната и као Бикавац џамија). Направљена је око 1489. године у част султана Бајазита II. Другу вишеградску џамију подиже Синан-паша Боровинић у периоду од 1496. до 1499. године и она се према њему звала Синан пашина џамија. Џамија се налазила са десне стране Рзава до 1953. када је срушена а на њеном месту саграђен Дом културе.
У другој половини XVI века за време великог везира Мехмед паше Соколовића, у околини тврђаве се гради низ задужбина као што су водовод и хамам у Вишеградској бањи (1575. године), вишеградска ћуприја (1577. године) и караван сарај. Велики везир је за управника тврђаве поставио мутевелију (управитеља) својих вакуфских добара. По путописцу Евлији Челебији зна се, да је 1574. године, вишеградски кадија биo Абдул Халим ефендија.
Трећу Газанфер-бегову џамију (познату и као Атик-Стару џамију) у околини вишеградске тврђаве гради Газанфер бег 1590. године. Газанфер бег био је савременик Ферхат паше Соколовића и носио је титулу заима или велепоседника, сахрањен је у турбету поред своје џамије у Бања Луци.
За време Турака, Вишеграду је придавана велика важност због њеног стратешког положаја, која је увећана тиме да је у Вишеграду био једини мост у околини. У то време Вишеград је био ослобођен плаћања царских дажбина.
У пролеће 1809. године за време Првог српског устанка, Карађорђе Петровић је ослободио Стари Влах, али се због критичне ситуације код Делиграда повукао. Остало је запамћено да је Карађорђе тада преноћио у порти манастира Добрун. Након повлачења главнине српске војске врховно заповедништво на том делу фронта преузима Милан Обреновић.
Трећи војни сукоб у којем је вишеградска тврђава озбиљно страдала био је на пролеће 1809. године, када су српски устаници под командом буљубаше Демир Јована Митровића упали у Вишеград запалили и опљачкали тврђаву. Остало је познато да су са собом однели 67 товара олова, углавном са кровова вишеградских џамија и осталих грађевина. Као успомена на ове догађаје остао је назив извора “Крвавац” у насељу Косово поље, док је данашње насеље Вучине у Вишеграду добило име по Вуку барјактару из устаничке војске.
Турски контра напад 2. маја 1809. године предвођен зворничким капетаном Али-бегом Фидахићем био је заустављен од устаника Алексе Поповића и Хаџи Мелентија Стевановића. У овом периоду вишеградска тврђава трпи знатна оштећења и почиње њено нагло пропадање. Вишеградска тврђава је коришћена вековима, све до 1838. године када је из ње повучена војна посада.

### Период Аустро-Угарске царевине - 1878-1918
Турскa је услед међународних притисака била принуђена да преда своји провинцију Босну и Херцеговину у руке Хабзбуршке монархије. Окупација је изведена је 1878. године и кретала се са севера, па је након заузећа Сарајева инвазија кренула на исток долином реке Дрине. Рогатица је заузета 22. септембра, Горажде 3. октобра, а Вишеград 4. октобра. При заузимању ових градова, Аустроугарска није наишла на отпор.
Аустроугарске власти дозвољавају да се 1886. године у насељу Мегдан подно тврђаве изгради српска православна црква Рођења Пресвете Богородице. Током 1905. године за потребе јеврејског становништва Вишеграда гради се синагога, која постоји и данас у физички измењеном облику и промењеној намени. Испод тврђаве 1906. године аустругарска гради и стару железничку станицу али и јавне установе као што су зграда општине, суд, стара школа и водовод. У том периоду насеље испод тврђаве добија обрисе града јер локални трговци граде многе зграде. 
Археолог и историчар Ђорђе Стратимировић је 1891. године дао опис остатака града, који су тада били видљивији него данас. Остаци једне од две наспрамне куле био је кружне основе са дебљином зида од око 1.9 метара са унутрашњим промером простора око 3,75 метара. Висина тадашњих остатака кула износила је око 8 метара, што је био само доњи спрат. Стратимировић је још могао видети остатке плафона и друге зидине које су указивале на повезаност са другом кулом.
Почетак Првог светског рата означио је четврти војни сукоб у коме је тврђава кориштена, а тада је претрпела највише разарања иако је већ била напуштена. Преостале рушевине тврђаве су биле поприште интензивних војних операција између српске и аустроугарске војске на подручју Вишеграда све до октобра 1915. године. Савремена војна средства су допринела максималном уништавању преосталих зидова тврђаве посебно гранатирањем војних положаја. Као спомен на ову велику погибију у периоду између два рата је саграђена спомен капела у Вардишту, где су сахрањена 440 српска борца погинула у овом крају.

### Период Југославије - 1918-1992
Читав вишеградски крај је током Првог светског рата доживео тоталну девестацију и уништење јер је био поприште тешких борби све до октобра 1915. године. Иако обновљен после Првог светског рата Вишеград и околина опет постају средиште војних операција током Другог светског рата.

## Данашње стање тврђаве и кула Краљевића Марка
На стрмим стенама поред Дрине налазе се једини остаци вишеградске тврђаве и то њене доње куле. Та кула је имала улогу осматрачнице и са ње се видио ко год да је пришао граду. Ова кула је сазидана на принципу ваљка. Зидине су јој дебљине око 2 метра. Унутрашњи пречник јој је око 4 метра, а висока је око 8 метара. Доња кула је, на два спрата који су били преграђени дрвеним подом, са доњим градом била повезана широким ходником. Сматра се да је у подножју куле Краљевића Марка постојала скела за превоз људи и робе с једне стране реке Дрине на другу. За време турске власти у њој се налазила тамница, а доласком Аустрије унутрашњост куле је затрпана камењем, да се у њој не би сакривали српски одметници и хајдуци.
Ова кула у народу је позната као „кула Краљевића Марка“ због тога за ово мјесто повезана легенда о Краљевићу Марку. Испод куле се налази неколико удубљења у стенама које се зову „Маркова сједала“ или „Маркове стопе“. На дну реке Дрине се налазе „Шарчева копита“ то јесте трагови коња Шарца. Кажу да су се ту негде налазили и трагови од „Маркове сабље“ међутим изгубили су се приликом грађења пута уз реку Дрину. По једној народној причи, Краљевић Марко је на своме коњу Шарцу прескочио реку Дрину, што значи да је са Буткових стена прескочио Дрину и дошао у своју кулу.
Нажалост до данашњих дана није урађено детаљно археолошко испитивање остатака вишеградске твђаве. Тек након оваквог истраживања је могуће говорити идеалној реконструкцији овог вредног средњовековног наслеђа на територији Републике Српске.